# Blaine (nome)
Blaine  è un nome proprio di persona inglese maschile.

## Origine e diffusione
Riprende il cognome scozzese Blaine, che può avere tre differenti origini:
- dal nome proprio gallese Blethyn[2]
- da un soprannome inglese, basato sul termine inglese antico blegen ("gonfiore")[2]
- dal cognome scozzese MacBlain, "figlio di Blane"[2]; questa è l'origine che viene maggiormente considerata[2]. Blane (o Bláán in irlandese), è un nome proprio di origine gaelica, che si basa sul termine blá ("giallo") combinato con il suffisso diminutivo án[2] (come in Odhrán).

## Onomastico
L'onomastico si può festeggiare il 10 agosto in memoria di san Blane (chiamato anche Blààn, Blaan, Blan e Blain), vescovo, monaco e missionario presso i Pitti.

## Persone

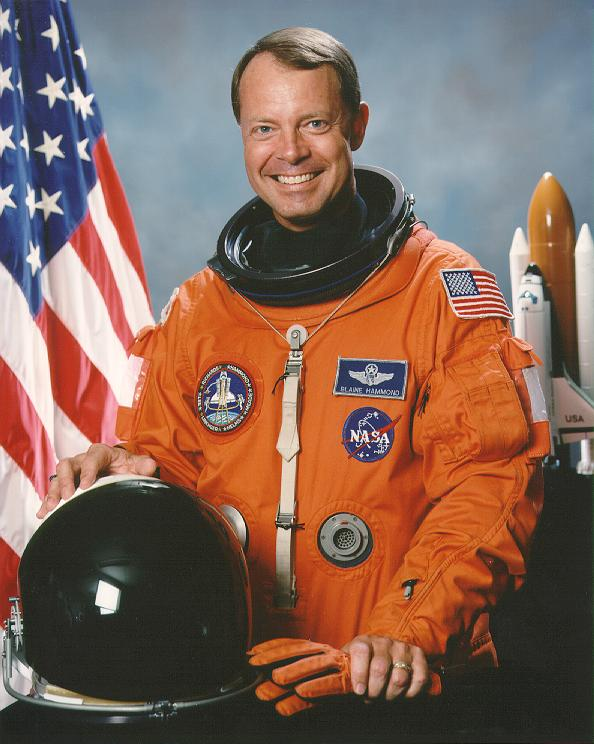
Blaine Hammond

- Blaine Boyer, giocatore di baseball statunitense
- Blaine Gabbert, giocatore di football americano statunitense
- Blaine Hammond, astronauta statunitense
- Blaine Luetkemeyer, politico statunitense
- Blaine Willenborg, tennista statunitense

## Il nome nelle arti
- Blaine è un personaggio della serie Pokémon.
- Blaine il Mono è un personaggio dei romanzi della serie La torre nera, scritta da Stephen King.
- Blaine Anderson è un personaggio della serie televisiva Glee.